# At Vance
Az At Vance egy német power metal együttes. 1998-ban alapította Olaf Lenk (ex-Velvet Viper) gitáros és Oliver Hartmann (ex-Centers/Zed Yago).

## Történet
Az együttes 1998-ban kapta első megbízását a Shark Records-tól. Rainald König-el (gitár), Uli Müller-rel (billentyűs), Jochen Schnur-ral (basszusgitár) és Spoony-val (dob) kiegészülve 1999-ben elkészítették a debütáló lemezüket, a No Escape-t. A saját számok mellett található többek között egy ABBA-feldolgozás (Money, Money, Money), valamint Vivaldi Négy évszakjából a Nyár tétel újrahangszerelése. Év végén Spoony távozott az együttesből, helyét Jürgen "Sledgehammer" Lucas vette át. 2000-ben folytatták ezt a vonalat a következő albumukkal, a Heart of Steel-lel. A lemezen ismét rajta van egy ABBA feldolgozás (S.O.S.), valamint egy klasszikus darab Chopin-től (4. Etűd), gitárra áthangszerelve. A Heart Of Steel Japán-ban is sikeresen debütált, ami arra ösztönözte a csapatot, hogy folytassák a munkát. 2001-ben pedig kiadták a harmadik lemezüket, a Dragonchaser-t, valamint az Early Works – Centers-t.
A következő évben kiadót váltottak, és ettől kezdve az AFM Records adta ki a lemezeiket. Ezzel egy időben Uli Müller és Jochen Schnur kilépett az együttesből. Müller és Schnur helyére nem hívtak új billentyűst illetve gitárost, az ő szerepüket Olaf Lenk vette át. A megmaradt tagok 2002-ben elkészítették a következő albumot, az Only Human-t. Még ebben az évben egy Európa-turnéra indultak a Rhapsody-val és az Angel Dust-tal. Az turné végén Hartmann bejelentette, hogy visszavonul. Az énekesi posztra az együttes vezéralakja, Olaf Lenk az egykori Yngwie J. Malmsteen-tagot, Mats Levén-t hívta meg, aki elfogadta a felkérést, és a következő lemezt már együtt készítették el. Lenk úgy döntött, hogy kell külön basszus gitáros is az együttesbe, és így még 2003-ban csatlakozott hozzájuk Sascha Feldmann. Ugyanebben az évben készítették el a legsikeresebb lemezüket, a The Evil In You-t. A stúdió munkálatokat egy turné követte, melyet az amerikai Kamelot-tal bonyolítottak le.
2004-ben Rainald König és az újonnan csatlakozott Sascha Feldmann is kilépett az At Vance-ből. Helyükre Lenk John "ABC" Smith-t (ex-Scanner/Gallows Pole), és Mark Cross-t (ex-Helloween) hívta meg.
A 2005-ös turnét sorozatos nézeteltérések követték, ami odáig vezetett, hogy Lenk kirúgta a még meglévő At Vance-tagokat. Azonban minden veszekedés ellenére megjelent a hetedik albumuk, Chained címmel, ami a skandináv listákra is bejutott.
Olaf Lenk 2007-ben újraalapította az At Vance-t. Az új énekes Rick Altzi (Treasure Land) lett. 2007 augusztusában csatlakozott hozzájuk Manuel Walther (ex-Purple Haze) basszus gitáros és Alex Landenburg (ex-Annihilator, Philosophobia) dobos is. Még ebben az évben elkészítették a legújabb lemezüket, a VII-t.
2009 májusában Walther kilépett az együttesből, helyét "Wolfman Black" (Justice) vette át.
2009. szeptember 18-án, Ride the Sky címmel jelent meg a kilencedik stúdió albumuk.
2010-ben egy dupla lemezes válogatásalbummal jelentkezett az együttes, mely a Decade nevet viseli.
2012. április 27-én jelent meg új nagylemezük, Facing Your Enemy címmel. Ismételten történt két tagcsere, Wolfman Black helyét Chris Hill, Alex Landenburg-ét pedig Kevin Kott vette át.

## Diszkográfia
- No Escape (1999)
- Heart of Steel (2000)
- Dragonchaser (2001)
- Early Works – Centers (2001)
- Only Human (2002)
- The Evil In You (2003)
- Chained (2005)
- VII (2007)
- Ride the Sky (2009)
- Facing Your Enemy (2012)